# 산미겔 (칠레)
산미겔(스페인어: San Miguel)은 칠레 산티아고 수도주 산티아고 현의 코무나이다.